# Ведель, Доминик Оноре Антуан
Доминик Оноре Антуан Мари де Ведель (фр. Dominique Honoré Antoine Marie de Vedel; 2 июля 1771 — 30 марта 1848) — французский военный деятель, дивизионный генерал (1807 год), граф (1808 год), участник революционных и наполеоновских войн.

## Биография
Доминик де Ведель происходил из старой дворянской семьи с Юга Франции, которая с XIII века до конца XIV века выполняла консульские функции в городе Ним.
6 марта 1784 года поступает на военную службу в полк Мэна, в котором служит его отец в звании капитана. 15 сентября 1791 года переводится в 83-й пехотный полк. 28 июля 1792 года в звании капитана получает назначение в 28-й пехотный полк, сражается в рядах Центральной и Северной армий. С 1793 года в составе Итальянской армии, 8 марта становится командиром 1-й свободной роты Приморских Альп. В кампании на Корсике участвует в осаде Кальви 9 февраля 1794 года и ранен при обороне форта Мотдзелло 2 сентября.
20 января 1795 года прикомандирован к штабу Итальянской армии. Получив звание командира батальона, отличился при переправах через По и Адидже, у Лонато 3 августа 1796 года и Череа 11 сентября соответственно. 21 декабря 1796 года вошёл в состав 17-й полубригады лёгкой пехоты, ранен при Риволи 14 января 1797 года. 26 марта 1799 года отличается у Буссоленго, где получает ранение, и прямо на поле боя назначен командиром 17-й полубригады лёгкой пехоты. Отличился в бою у Мон-Тоналя 31 декабря 1800 года. По окончании боевых действий служит в гарнизонах Блуа и Сент-Омер.
В Австрийской кампании 1805 года действует со своим полком в составе 1-й бригады Клапареда дивизии Сюше. В ходе неудачного штурма Ульма 15 октября попадает в плен. После падения города, получает свободу. Великолепно провёл сражение при Аустерлице, по окончании боевых действий был награждён званием бригадного генерала.
В ходе Прусской кампании 1806 года командовал 3-й бригадой в дивизии Сюше. Умело действовал при Йене и Пултуске, в последнем сражении был ранен. 28 февраля 1807 года был назначен губернатором Мариенбурга. 5 мая получил должность командира 1-й бригады дивизии Вердье резервного корпуса Ланна. Как всегда был в самой гуще событий, последовательно был ранен при Гейльсберге и Фридланде. 3 ноября 1807 года стал дивизионным генералом, и возглавил 2-ю пехотную дивизию 2-го обсервационного корпуса Жиронды. Также получил от Императора майорат в Вестфалии, в округе Лихтенберг, который по договору 1814 года стал частью герцогства Брауншвейг.
В ходе Байленской катастрофы оказался в плену, в ноябре 1808 года получил свободу. По возвращении во Францию был арестован и заключён в тюрьму. Осуждён Высоким имперским судом, лишён звания, вычеркнут из списков ордена Почётного легиона и посажен под домашний арест 1 марта 1812 года. Реабилитирован Императором 1 декабря 1813 года, восстановлен в своём звании и назначен 7 января 1814 года командиром 2-й пехотной дивизии резервной армии в Италии, затем сражался в армии Лиона.
После отречения Наполеона, получил 20 июня 1814 года должность генерал-инспектора пехоты в 5-м военном округе, 7 января 1815 года назначен командующим 2-го субдивизиона 14-го военного коруга в Шербуре. Во время «Ста дней» продолжает выполнять те же функции, после второй реставрации остаётся без служебного задания.
17 декабря 1816 года восстановлен в ордене Почётного легиона, и 1 января 1825 года вышел в отставку. После Июльской революции помещён 15 ноября 1830 года в резерв. Умер 30 марта 1848 года в Париже, и был похоронен на кладбище Пер-Лашез.

## Воинские звания
- Капрал (1 июня 1786 года);
- Сержант (17 мая 1787 года);
- Младший лейтенант (1 июня 1787 года);
- Лейтенант (29 апреля 1788 года);
- Капитан (12 июля 1792 года);
- Командир батальона (23 сентября 1795 года);
- Полковник (26 марта 1799 года, утверждён 25 декабря 1799 года);
- Бригадный генерал (24 декабря 1805 года);
- Дивизионный генерал (3 ноября 1807 года).

## Титулы
- Граф Ведель и Империи (фр. comte Vedel et de l'Empire; декрет от 19 марта 1808 года, патент подтверждён 29 июня 1808 года)[1].

## Награды
Легионер ордена Почётного легиона (11 декабря 1803 года)
 Офицер ордена Почётного легиона (14 июня 1804 года)
 Коммандан ордена Почётного легиона (14 мая 1807 года)
 Кавалер военного ордена Святого Людовика (16 августа 1814 года)